# Le Champ-de-la-Pierre
Le Champ-de-la-Pierre är en kommun i departementet Orne i regionen Normandie i nordvästra Frankrike. Kommunen ligger i kantonen Carrouges som tillhör arrondissementet Alençon. År 2022 hade Le Champ-de-la-Pierre 29 invånare.

## Befolkningsutveckling
Antalet invånare i kommunen Le Champ-de-la-Pierre
| Referens: INSEE |